# Archidiecezja Dżuby
Archidiecezja Dżuby (łac.: Archidioecesis Iubaensis) – rzymskokatolicka archidiecezja ze stolicą w Dżubie w Sudanie Południowym, wchodząca w skład metropolii Dżuby. Siedziba arcybiskupa znajduje się w katedrze Świętej Teresy w Dżubie.

## Historia
- 14 czerwca 1927 Stolica Apostolska z terytorium prefektury apostolskiej Nilo Equatoriale (Nilu Równikowego) ustanowiła prefekturę apostolską Bahr el-Gebel.
- 3 marca 1949 roku z terytorium prefektury apostolskiej Bahr el-Gebel i części wikariatu apostolskiego Bahr el-Ghazal wydzielono prefekturę apostolską Mupoi.
- 12 kwietnia 1951 prefekturę apostolską Bahr el-Gebel podniesiono do rangi wikariatu apostolskiego.
- 3 lipca 1955 z części terytorium wikariatu apostolskiego Bahr el-Gebel wydzielono wikariat apostolski Rumbek.
- 26 maja 1961 zmieniono nazwę wikariatu apostolskiego Bahr el-Gebel na wikariat apostolski Dżuby.
- Podniesienie wikariatu apostolskiego Dżuby do rangi archidiecezji w dniu 12 grudnia 1974.

## Biskupi

### Ordynariusze
prefekci apostolscy Bahr el-Gebel
- Giuseppe Zambonardi FSCJ (1 lutego 1928 – 1938)
- Stjepan Mlakić FSCJ (21 października 1938 – 21 października 1950)
- Sisto Mazzoldi FSCJ (8 czerwca 1950 – 12 kwietnia 1950)

wikariusze apostolscy Bahr el-Gebel (od 1961 – wikariusze apostolscy Dżuby)
- bp Sisto Mazzoldi FSCJ, biskup tytularny Lamus(inne języki) (12 kwietnia 1950  – 12 czerwca 1967), od 22 marca 1965 administrator apostolski diecezji Moroto, a następnie jej ordynariusz

sede vacante (1967–1974)
metropolici Dżuby
- abp Ireneus Wien Dud (12 grudnia 1974 – 28 czerwca 1982)
- abp Paulino Lukudu Loro MCCJ (19 lutego 1983 – 12 grudnia 2019)
- kard. Stephen Ameyu Mulla (od 12 grudnia 2019)

## Podział administracyjny
W skład archidiecezji Dżuby wchodzi 11 parafii

## Główne świątynie
- Katedra: Świętej Teresy w Dżubie